# Мехеда, Михаил Ильич
Михаил Ильич Мехеда (род. 25 ноября 1918, село Устимовка, теперь Глобинского района Полтавской области) — советский партийный деятель, 2-й секретарь Хмельницкого обкома КПУ. Депутат Верховного Совета УССР 6-7-го созывов. Народный депутат СССР в 1989 — 1991 годах.

## Биография
В 1936 году окончил среднюю школу.
Образование высшее педагогическое. В 1936 — 1940 г. — студент Полтавского педагогического института.
В 1940 году, после окончания института работал учителем Глобинской средней школы № 1 Полтавской области.
С ноября 1940 г. — служил в Красной армии. Участник Великой Отечественной войны с 1941 года. Служил комиссаром 3-й артиллерийской батареи 5-го гвардейского истребительного противотанкового артиллерийского полка Резерва главного командования 49-й армии Западного фронта. В августе 1942 году был тяжело ранен в ногу, а в 1943 году — демобилизован.
Член ВКП(б) с 1941 года.
Затем — на партийной работе: в 1943 — 1947 г. — заведующий партийного кабинета; заведующий отделом пропаганды и агитации Меловского районного комитета КП(б)У Ворошиловградской области. В 1947 — 1948 г. — заведующий сектором агитации Ворошиловградского областного комитета КП(б)У.
В 1948 — 1950 г. — секретарь Ворошиловградского городского комитета КП(б)У.
В 1950 — 1953 г. — заведующий отделом культурно-образовательных заведений Ворошиловградского областного исполнительного комитета. В 1953 — 1954 г. — заведующий сектором культурно-образовательных учреждений отдела пропаганды и агитации, науки и культуры ЦК КПУ.
В 1954 — 1959 г. — секретарь Хмельницкого областного комитета КПУ. В 1956 году заочно окончил Высшую партийную школу при ЦК КПСС.
В 1959 — январе 1963 г. — 2-й секретарь Хмельницкого областного комитета КПУ.
В январе 1963 — декабре 1964 г. — 2-й секретарь Хмельницкого сельского областного комитета КПУ.
В декабре 1964 — 1970 г. — 2-й секретарь Хмельницкого областного комитета КПУ.
С 1970 г. — председатель Хмельницкого областного комитета народного контроля.
Потом — на пенсии в городе Хмельницком.
14 марта 1987 года — 25 декабря 1995 г. — председатель Хмельницкого областного совета организации ветеранов Украины. С 25 декабря 1995 г. — почетный председатель Хмельницкого областного совета организации ветеранов Украины.
Скончался 30 мая 2008 года в г.Хмельницкий

## Звание
- старший политрук
- гвардии подполковник

## Награды
- три ордена Трудового Красного Знамени
- орден Отечественной войны 1-й ст.
- орден Отечественной войны 2-й ст.
- орден Красной Звезды (3.10.1944)
- орден Богдана Хмельницкого
- орден «За заслуги» 3-й ст.
- медали